# Frontera entre l'Iran i l'Azerbaidjan
La frontera entre l'Iran i l'Azerbaidjan és la frontera de 689 kilòmetres en sentit est-oest que separa el sud de l'Azerbaidjan del nord-oest de l'Iran (províncies d'Ardabil, Azerbaidjan Est i Azerbaidjan Oest).

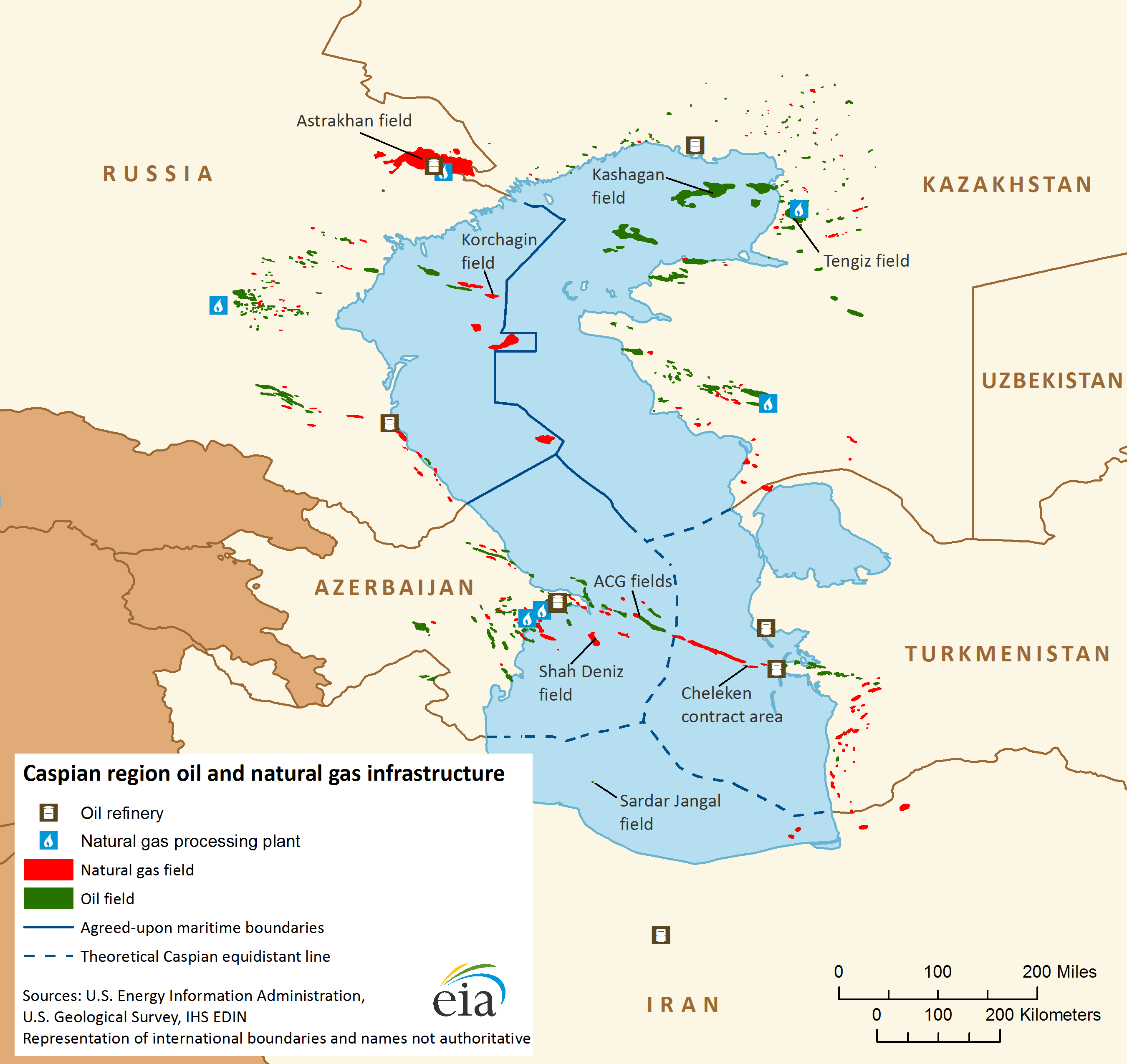
Límits marítims al Mar Caspi

## Traçat
Com que la república autònoma àzeri de Nakhtxivan està aïllada de la resta de l'Azerbaidjan per Armènia, la frontera terrestre entre els dos països consisteix en dos traçats separats:
- La seva part oriental té 43 km. S'inicia a la vora de la mar Càspia a la ciutat iraniana d'Astara (38° 26′ 33″ N, 48° 52′ 43″ E / 38.4425°N,48.8786°E) i continua al nord-oest fins a arribar al riu Araxes al sud de la vila àzeri de Bir May (39° 44′ 48″ N, 47° 57′ 32″ E / 39.74667°N,47.95889°E). A continuació, segueix al llarg del riu cap al sud-oest al territori d'Armènia (38° 52′ 06″ N, 46° 32′ 05″ E / 38.8683°N,46.5347°E)

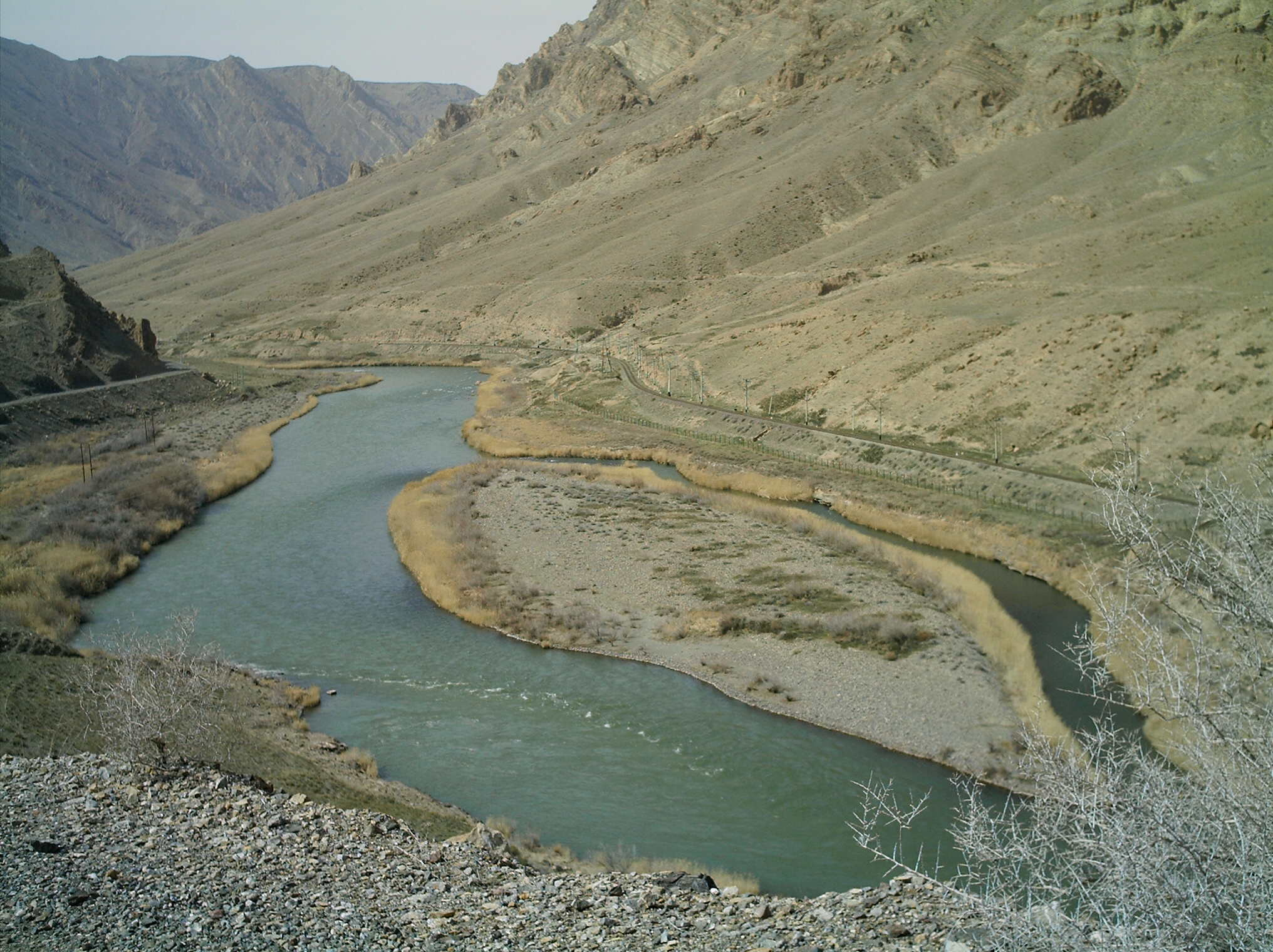
L'Araxes a la frontera (Iran a l'esquerra, Nakhtxivan a la dreta).

- La frontera s'interromp els 35 km que  separen Armènia i l'Iran, també al llarg de l'Araxes.
- Segueix (38° 50′ 41″ N, 46° 08′ 25″ E / 38.8447°N,46.1403°E) a l'oest de la localitat armènia d'Agarak. Després continua al llarg del riu una altra vegada, que la separa de l'enclavament de Nakhtxivan, i acaba 179 km més a l'oest, al trifini format amb les fronteres Iran/Turquia i Turquia/Azerbaidjan (39° 38′ 19″ N, 44° 48′ 26″ E / 39.6386°N,44.8072°E)

## Història
El traçat té el seu origen en les conquestes realitzades per l'Imperi Rus en detriment de l'Imperi Persa a principis de segle xix, i en els tractats de Gulistan (1813) i Turkmantxai (1828).
Va ser, per tant, part de la frontera entre l'Imperi Rus, i després la Unió Soviètica i l'Imperi Persa, després l'Iran. El traçat actual prové de la dissolució de la Unió Soviètica el 1991 i la independència de l'Azerbaidjan.